# Casannapass

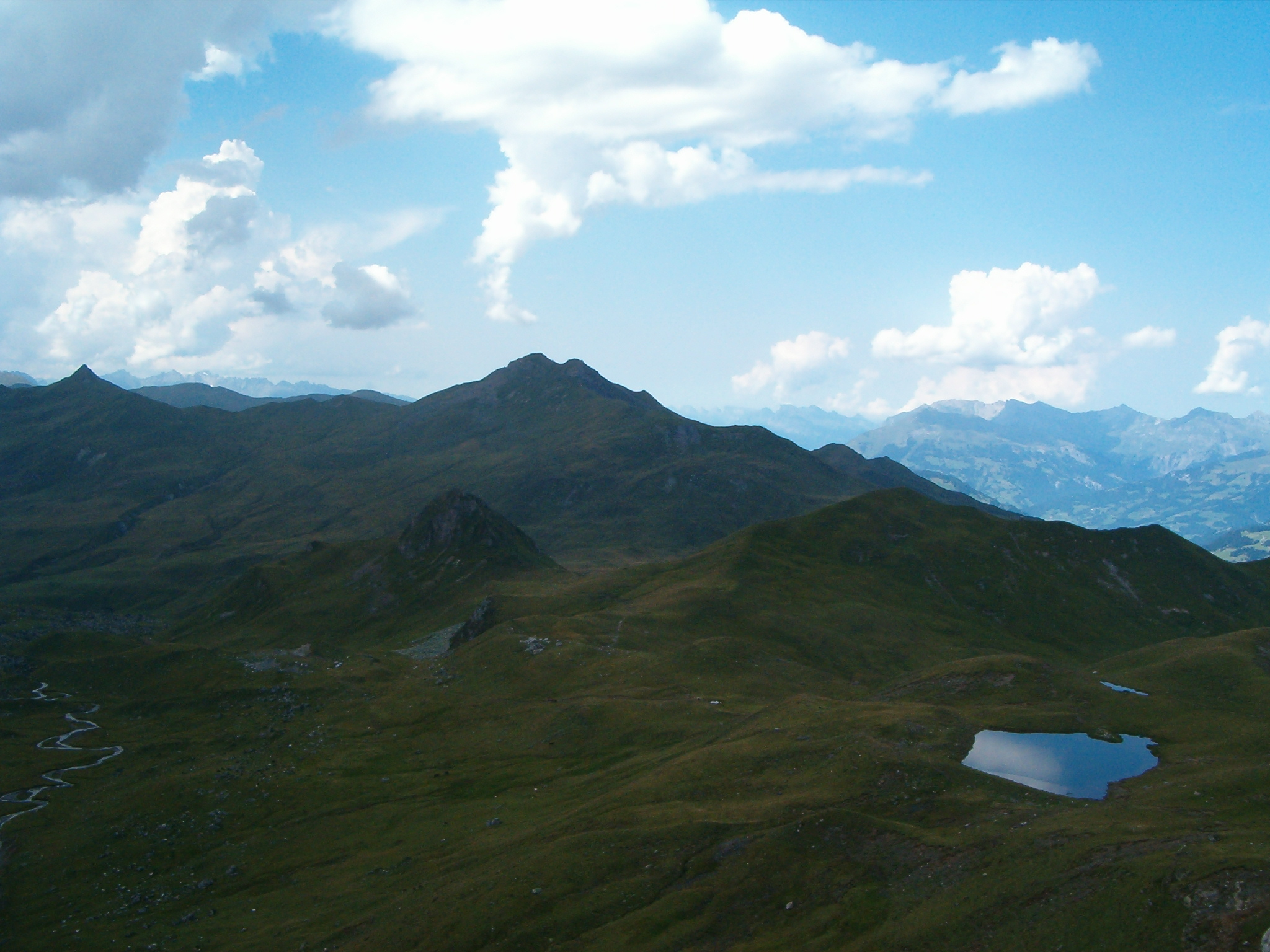
Casannapass zwischen Seehorn (Mitte vor Chistenstein) und dem See bei Pkt. 2294

Der Casannapass (2233 m ü. M.) im Kanton Graubünden in der Schweiz verbindet den von Langwies/Fondei kommenden Wanderweg am Fusse der Weissflue, der als Teilstück zum Schanfigger Höhenweg gehört, mit Serneus im Prättigau.
Er bildet neben dem nahegelegenen Durannapass den östlichen Abschluss der Hochwangkette und stellt neben der Wasserscheidi zwischen Weissflue und Weissfluhjoch den letzten Nord-Süd-Übergang in diesem Gebiet dar. Nach Osten hin führt der Weg weiter zur Parsennfurgga hoch und von dort hinunter in Richtung Wolfgangpass und Davos Laret. Gegen Nordosten erhebt sich die Casanna (2557 m ü. M.), die eine natürliche Grenze zwischen oberem Prättigau und der Landschaft Davos bildet. 

## Weblink
- Detaillierte Karte